# Jorge Pardo (cantante)
Jorge Luis Pardo Valdespino (Lima, 23 de septiembre de 1971) es un cantautor y productor musical peruano, ganador de la competencia internacional del Festival Internacional de la Canción de Viña del Mar en el año 2005 con su tema «Mi alma entre tus manos», y dos veces nominado a los Premios Grammy Latinos. Su primera nominación fue en la 7º edición de los Premios Grammy Latino en la categoría de Mejor Canción Rock por su tema «Un día no vuelve a empezar» que forma parte de su álbum Movimiento constante en el año 2006. En el año 2011 consiguió su segunda nominación en la 12° edición de los Premios Grammy Latino en la categoría de Mejor Álbum Folclórico por su disco Música Tradicional Peruana Homenaje a Arturo Zambo Cavero y Oscar Avilés.
A la fecha ha lanzado 8 producciones discográficas. Dime si puedo encontrarte, En tela de Juicio, Movimiento Constante, The Best of Jorge Pardo, Música Tradicional Peruana Homenaje a Arturo Zambo Cavero y Oscar Avilés, Sueños de Opio-El inicio del neo criollismo, AFRODELICO Peruvian Soul y COIMBRE. Su estilo musical corresponde a la influencia afro-peruana con matices de jazz, Blues, Soul.

## Biografía

### Inicios
Jorge Luis Pardo Valdespino nació en Lima el 23 de septiembre de 1971. Estudió primaria y secundaria en el Colegio La Salle y siguió las carreras de Diseño Publicitario y Comunicación Audio Visual en el Instituto Peruano de Publicidad de Lima. Realizó jingles para radio y televisión desde 1990 hasta el 2005.

### 1992 - 1997: Grupo Frágil, Temas de Telenovela y su primer disco "Dime si puedo encontrarte"
En 1992 integra la agrupación Frágil, grupo peruano de rock progresivo. Con solo 22 años fue reclutado como vocalista de la banda ante la salida de Andrés Dulude de la agrupación, acompañándolos por un periodo de casi dos años.
En 1994 es invitado a participar en la telenovela Gorrión como parte de la banda sonora de la novela, con el tema «Ya conseguiste mi amor» como pista de cierre al final de cada capítulo. Es invitado a cantar el tema principal del siguiente proyecto en 1995, en la telenovela Canela, con un tema compuesto por Gonzalo Polar «Al final de una historia». Al siguiente año, graba el tema «La verdad de vivir» para la telenovela Nino y dos años más tarde es invitado a cantar el tema principal de la telenovela Gabriela. Estos temas fueron compilados en su segundo álbum en el año 2000, titulado En tela de Juicio.
En 1995 presenta su primer álbum como solista Dime si puedo encontrarte, disco que se encuentra en el género pop con influencias soul y balada, contiene elementos funk, el uso de digipianos y coros gospel de la época. Grabado y mezclado en los estudios Elías Ponce, con excepción de «Al final de una historia» (tema principal de la telenovela Canela) grabada en Clap estudios y «Nunca es tarde para amar» grabada en Digital Audio estudios. En este disco resalta las participaciones de Pedro Suárez-Vértiz en la guitarra eléctrica para la primera versión del tema «Ya conseguiste mi amor» y de Jean Pierre Magnet en el saxofón alto para el tema «Nunca es tarde para amar».

### 1998: Voces y Cuerdas
En 1998 conforma junto a Gian Marco, Jean Paul Strauss y Domingo Giribaldi el cuarteto Voces y Cuerdas. Es así, que se montó el espectáculo músico - teatral Voces & Cuerdas presentándose en el Teatro Montecarlo del 23 de julio al 16 de agosto de ese mismo año de martes a domingo, bajo la dirección de Pipo Gallo, como productor Eduardo E. Martins y con la participación especial de Vanessa Robbiano y Alejandra Jaúregui.

### 1999 - 2003: "En tela de juicio"
En la primavera de 1999, empezaría con las grabaciones de su segunda producción discográfica llamado "En tela de juicio", bajo el sello discográfico de Iempsa.
En el 2000 presenta su segundo álbum titulado En tela de juicio en el que incluye temas de las novelas, Gorrión, Canela y Gabriela. Dicho disco fue presentado oficialmente en el Hard Rock Café de Lima.

### 2004 - 2005: Festival Internacional de Viña del Mar
En el 2004, mientras trabajaba en la preproducción de su próximo proyecto discográfico, por mediados de año le avisan que en septiembre de ese año cerraban las inscripciones para presentarse al certamen del Festival Internacional de la Canción de Viña del Mar del año 2005, al interesarse en participar se reúne con Andrés Landavere y le propone enviar una de la canciones que estaban produciendo, por esos días estaba Jessyca Sarango por el estudio, es ahí que le proponen unirse al proyecto apoyándolos con la letra de la canción y ellos se encargarían de la composición y arreglos de la misma, por lo que la autoría de la canción caería en manos de los tres. Dicho tema fue producido por Andrés Landavere en Ziland Estudio. Enviando finalmente el tema «Mi alma entre tus manos», al cabo de algunos días le comunicaron que fue seleccionado para representar al Perú en dicho certamen.
En febrero del 2005 resulta ganador de dos gaviotas de plata en el XLVI Festival Internacional de la Canción de Viña del Mar, en la competencia internacional en las categorías Mejor canción y Mejor intérprete con el tema «Mi alma entre tus manos». Es el primer peruano en ganar las dos gaviotas de plata en la competencia internacional del Festival Internacional de la Canción de Viña del Mar, a pesar que el premio fue disputado por una de los compositores de la canción. Ese mismo año, recibe una condecoración del Congreso de la República del Perú por su trayectoria artística en el extranjero, y el premio al mérito nacional "El orgullo IncaKola" por su trayectoria.

### 2005 - 2007: "Movimiento Constante" y su primera nominación a los Premios Grammy Latinos
Entre los meses de mayo y diciembre del 2005 empieza con las grabaciones de su nuevo disco Movimiento Constante junto a Francisco Murias bajo el sello de FMO Music Studio. Fue grabado en simultáneo, es decir, en un mismo día podían avanzar con la grabación de varias canciones, dándole sentido a su nombre.
En el 2006, presenta su tercer disco Movimiento Constante, álbum que se encuentra en el género pop/rock, en el cual resaltan los temas «Pasatiempo infinito», «Fascinación», «Un día no vuelve a empezar» y «Mi alma entre tus manos» grabada en dos versiones. En septiembre de mismo año, recibe su primera nominación en la 7º edición de los Premios Grammy Latinos en la categoría, Mejor canción Rock, por el tema «Un día no vuelve a empezar» compuesta por él y por Jorge Sabogal. Se celebró el 2 de noviembre en el Madison Square Garden de Nueva York, compitiendo en la misma categoría con artistas de la talla de Gustavo Cerati y Alejandra Guzmán.

### 2008 - 2009: "Tenores", "The Best of Jorge Pardo 1995 - 2009" y 50° Festival Internacional de Viña del Mar
En el 2008 integra el espectáculo Tenores, producido por Sonidos del mundo. Al año siguiente edita su cuarto material The Best of Jorge Pardo 1995 - 2009.
Este mismo año es invitado por el Festival de Viña del Mar (Chile). Ese año se celebraba el 50° aniversario del festival por lo que los organizadores decidieron que todas las canciones participantes fuesen las que, desde el 2001, hayan obtenido el primer lugar, y como todas ellas ya habían ganado la Gaviota de Plata, el trofeo de ese año fue la Lira de Oro en las competencias folclórica e internacional. En dicha edición llegó a la final de la competencia, por lo que es considerado entre los tres mejores de dicha edición.

### 2010 - 2011: Música Tradicional Peruana y su segunda nominación a los Premios Grammy Latinos
En el 2010 graba su quinto disco Música Tradicional Peruana, un disco homenaje a Arturo Zambo Cavero y Oscar Áviles.
En el año 2011 se presenta en el Salón de las Américas de la OEA, en Washington DC dando inicio a una gira por 10 ciudades de los Estados Unidos. Este mismo año es nominado por segunda vez a los Premios Grammy Latinos en la categoría Mejor álbum Folclórico por el disco Música Tradicional Peruana Homenaje a Arturo Zambo Cavero y Oscar Avilés.
La 12ª edición de los Premios Grammy Latinos se celebró el 10 de noviembre de 2011 en el Mandalay Bay Events Center de Las Vegas, Nevada; compitiendo en la misma categoría con su compatriota Eva Ayllón, la argentina Soledad Pastorutti, el grupo venezolano Santoral y Mercedes Sosa.

### 2012 - 2017: AFRODELICO Peruvian Soul
Entre invierno del 2012 y la primavera del 2013, empieza con las grabaciones de su nueva propuesta musical AFRODELICO Peruvian Soul , junto a Amadeo Gaviria y la colaboración de Edward Perez, fue grabado entre Nueva York y Lima, y finalmente editado en Studio El Techo en Lima,Perú. Los arreglos musicales y dirección estuvieron a cargo de Edward Pérez, reconocido contrabajista de Jazz con base en New York y fueron escritos por encargo para este único proyecto discográfico.
En el 2014 presenta su séptimo disco titulado AFRODELICO Peruvian Soul, en donde toma las influencias más intensas de la música Afroperuana y AfroNorth Americana, del landó, del blues, del festejo, el funk y el jazz. Dentro del álbum se encuentra una versión del tema «Bandida» de Francisco Quiroz en ritmo de Bossa Nova, otra en Blues del tema «Peruanita Bonita» de Vicente Bianchi y el tema «Se me van los pies» de Juan Medrano Cotito en Funk. Dando inicio a giras internacionales para presentar su disco por Estados Unidos y Europa.

"Afrodelico es un viaje mágico, es estar aquí y allá al mismo tiempo, como la elasticidad de los sueños, teletransportarme constantemente y en ese ir y venir, a veces quedo atrapado en otro mundo, y es ahí donde comienzan a sonar cosas en mi mente.
Cuando haces las cosas de manera natural no es necesaria una explicación, Afrodelico es un viaje, una locura sonora. Y la locura es como vivir con un pie en la luna y el otro sobre la tierra. Para un artista, es como el equilibrio.

Afrodelico es luz, es una energía especial, es un estado catatónico positivo, una realidad ajena al día a día, es el placer de jugar en la mente, libre, lejos del estrés y las presiones sociales. Es simplemente música que habla por sí sola".
Jorge Pardo

Ese mismo año recibe en el XIX Tumi USA Award, el reconocimiento por los logros de su trayectoria profesional, servicio voluntario a la comunidad, y su contribución al desarrollo y bienestar de América, manteniendo la permanente solidaridad, con sus raíces culturales ancestrales. La ceremonia se realizó el sábado 27 de septiembre de ese año en la ciudad de Miami.
Para la promoción del disco, el 28 de julio del 2016, presentó el video musical de «Toro Mata» dirigido por Luis Chiang Chang-Way. En el 2017 participó en el White Nights – International Music Festival en Saint Petersburg, Rusia; como representante del Perú con la canción «Un día no vuelve a empezar», compartió escenario junto a artistas de todo el mundo, cerrando la ceremonia con el grupo Scorpions.

### 2018 - 2021: COIMBRE y "Sueño Estelar"
En el 2018 es invitado a la 11va. edición Premio Andrea Parodi World Music en Cerdeña, Italia; donde ofreció un concierto junto con el guitarrista Francisco Rey Soto. Ese mismo año termina las grabaciones de su última producción discográfica y graba el videoclip de la canción «Ese arar en el mar».
Durante el año 2019 presenta su octavo disco titulado COIMBRE, que representa la esencia y el sabor del Perú con una combinación de ritmos criollos y afroperuanos tradicionales de la costa peruana, en dicho álbum resaltan en los sonidos la incursión del uso de sintetizadores y el corno. Entre los temas destaca «Euritmia» primera composición instrumental del artista en donde interpreta la armónica de blues en ritmo de Landó y teniendo como artistas invitados a Lucy Avilés, Pepe Villalobos, Milagros Guerrero, Juan Medrano Cotito y el repentista David Alarco.
En febrero del mismo año, vuelve a formar parte de Tenores y Sopranos. En el mes de abril presentó su nuevo sencillo titulado «Pasajero Universal», que se encuentra dentro del género pop-rock. En el mes de mayo participó en el XIII Premio Internacional Elia Rosa celebrado en la Ciudad de Nápoles, Italia donde recibió el reconocimiento como cantautor y representante de la música peruana en el mundo, en ese mismo viaje trabajó junto a Aniello Misto en la grabación del sencillo y videoclip «Dime si es amor» cuyo lanzamiento oficial fue el 27 de septiembre.

El 29 de noviembre de 2019, lanzó el videoclip de «El Tamalito», cuyo tema pertenece a su última producción discográfica COIMBRE
En el 2020, en los primeros días de enero, junto a Víctor Miranda lanza el videoclip del tema «Si no estás junto a mi», los arreglos estuvieron a cargo de Andrés Landavere y la realización del video a cargo de Martin Carrasco. 

El 20 de febrero presenta en vivo su tema «El alma no está sola», canción romántica a ritmo de landó, compuesta por David Alarco; en donde tuvo como artista invitado a Víctor Miranda.

Los días 24 y 25 de febrero formó parte del concierto tributo "A Chabuca en vivo" con motivo del centenario del nacimiento de Chabuca Granda en el Gran Teatro Nacional propuesta original de Mabela Martínez con Sonidos del Mundo, donde además participaron artistas nacionales como Julie Freundt, Carmina Cannavino, Larissa Sánchez, Javier Lazo, Leo Amaya y Novalima con Milagros Guerrero; e internacionales como Chabuco Martinez, Lidia Barroso, Lito Vitale, Kevin Johansen, Pedro Guerra, Juan Carlos Baglietto y Soledad Pastorutti. El marco musical estuvo dirigido por el pianista y arreglista José Luis Madueño quien participó al lado de Ernesto Hermoza (guitarra), Gisella Giurfa (batería/percusión), Kenneth Saravia (piano/teclados), Álvaro Sovero (contrabajo), Leonardo “Gigio” Parodi (cajón/percusión) y Willy Terry en la guitarra.
El 15 de mayo de 2020, presenta su último sencillo «El alma no está sola», el cual se trata de un poema del repentista David Alarco que fue musicalizado con ritmos neo criollos en base a ritmo landó. Cuenta con la participación de destacados músicos peruanos y extranjeros como Mario Cuba en el bajo eléctrico; el músico italiano Aniello Misto en el bajo Fredless, Luis Jimenes en la guitarra eléctrica y Francisco Rey Soto en la guitarra acústica.

El 6 de septiembre, participó en el espectáculo musical Déjame que te cante, Chabuca, recital virtual en el que participaron veinte cantantes y elencos musicales del Perú y Ecuador, para conmemorar los 100 años del nacimiento de Chabuca Granda.
El 25 de septiembre, lanza su sencillo «El vino», poesía que hace homenaje al elixir de la uva.
En el 2021 lanza 2 sencillos, «While my guitar gently weeps (Tributo a George Harrison)», el 05 de febrero. Y el 25 de Mayo lanza «Sueño Esterlar»

### 2022 - Presente: "Mensaje de Amar"
El 11 de Febrero de 2022, presenta su último sencillo «Mensaje de Amar».
El 03 y 04 de mayo, en su regreso al Gran Teatro Nacional, de la mano con Sonidos de Mundo, presenta "Tenores: Homenaje a Armando Manzanero" junto a las voces de Aldo Rodríguez, Marcos Golergant y Juan Antonio de Dompablo con la participación especial de Larissa Sánchez.

## Discografía
| - 1995 - Dime si puedo encontrarte - 2000 - En tela de Juicio - 2006 - Movimiento Constante - 2009 - The Best of Jorge Pardo 1995-2009 - 2010 – Música Tradicional Peruana Homenaje a Arturo Zambo Cavero y Oscar Avilés - 2011 - Sueños de Opio - El inicio del neo criollismo - 2013 - AFRODELICO Peruvian Soul - 2018 - COIMBRE - 2009 - «¡Despierta, es Navidad!» (con Héroes de El show de los sueños) - 2011 - «Oyarce corazón» (con Varios artistas APDAYC) - 2015 - «Dónde está el amor» (con Koky Bonilla - Afrodisiaco) - 2018 - «Noche de Serenata» (con Nicolás Wetzell) - 2018 - «Popurrí de Valses» (con Nicolás Wetzell) - 2018 - «Si no estás junto a mi» (con Víctor Miranda) - 2019 - «Dime si es amor (Dimmi s'è amore)» (con Aniello Misto) - 2020 - «Y Volver» (con Víctor Miranda) - 2020 - «Chabuca Limeña» (con Varios artistas SONIDOS DEL MUNDO) | - 1995 - «Dime si puedo encontrarte» - 1995 - «Nunca es tarde para amar» - 1995 - «No puedo dejar de pensar en ti» - 2005 - «Mi alma entre tus manos» - 2006 - «Un día no vuelve a empezar» - 2006 - «Fascinación» - 2011 - «Cada domingo a las 12» - 2018 - «Ese arar en el mar» - 2019 - «Pasajero Universal» - 2020 - «Si no estás junto a mi» - 2020 - «El alma no está sola» - 2020 - "El Vino" - 2021 - "While my guitar gently weeps (Tributo a George Harrison)" - 2021 - "Sueño Estelar" - 2022 - "Mensaje de Amar" |

## Filmografía
| Televisión | Televisión                                                | Televisión   | Televisión                                                            |
| Año        | Título                                                    | Rol          | Notas                                                                 |
| ---------- | --------------------------------------------------------- | ------------ | --------------------------------------------------------------------- |
| 2005       | XLVI Festival Internacional de la Canción de Viña del Mar | Participante | Ganador de 2 Gaviotas de Plata por Mejor Intérprete y Mejor canción.  |
| 2009       | L Festival Internacional de la Canción de Viña del Mar    | Participante | Quedando entre los 3 finalistas de la competencia por la Lira de Oro. |
| 2009       | El show de los sueños: Sangre de mi sangre                | Participante | Junto a los esposos Manchego(soñadores)                               |
| 2010       | Habacilar: Amigos y Rivales                               | Juez         |                                                                       |

| Bandas sonoras | Bandas sonoras             | Bandas sonoras     |
| Año            | Canción                    | Telenovela / Serie |
| -------------- | -------------------------- | ------------------ |
| 1994           | «Ya conseguiste mi amor»   | Gorrión            |
| 1995           | «Al final de una historia» | Canela             |
| 1996           | «La verdad de vivir»       | Nino               |
| 1998           | «Gabriela»                 | Gabriela           |
| 2006           | «Mi alma entre tus manos»  | Así es la Vida     |

## Espectáculos
| Espectáculos | Espectáculos                          | Espectáculos    | Espectáculos                   | Espectáculos |
| Año          | Título                                | Fecha           | Lugar                          | Notas |
| ------------ | ------------------------------------- | --------------- | ------------------------------ | --- |
| 2008         | Tenores                               | 10 y 11 octubre | Polideportivo de la PUCP       | Junto a Moshe Bautista, Aldo Rodríguez y Jhovan Tomasevich |
| 2008         | Tenores II                            | 6 y 7 diciembre | Polideportivo de la PUCP       | Junto a Moshe Bautista, Aldo Rodríguez y Jhovan Tomasevich |
| 2009         | Tenores II en ASIA                    | 17 de enero     | Centro Cultural Rimac          | Junto a Moshe Bautista, Aldo Rodríguez y Jhovan Tomasevich |
| 2009         | Tenores                               | 3 de junio      | Auditorio Colegio Santa Úrsula | Junto a Moshe Bautista, Aldo Rodríguez y Jhovan Tomasevich |
| 2010         | Tenores y Sopranos en Asia            | 20 de marzo     | Centro Cultural Rimac          | Junto a Moshe Bautista,Aldo Rodríguez,Jhovan Tomasevich,Caridad Herrera,Adriana Mezzadri y Gabriela Gastelumendi                                                          |
| 2010         | Tenores y Sopranos                    | 17 de junio     | Auditorio Colegio Santa Úrsula | Junto a Moshe Bautista,Aldo Rodríguez,Jhovan Tomasevich,Caridad Herrera,Adriana Mezzadri y Gabriela Gastelumendi                                                          |
| 2016         | Tenores                               | 30 y 31 de mayo | Gran Teatro Nacional           | Junto a Juan Antonio de Dompablo, Aldo Rodríguez y Jhovan Tomasevich |
| 2017         | Tenores San Valentin                  | 14 y 15 febrero | Gran Teatro Nacional           | Junto a Juan Antonio de Dompablo, Aldo Rodríguez y Marcos Golergant |
| 2018         | Tenores Love                          | 14 y 15 febrero | Gran Teatro Nacional           | Junto a Juan Antonio de Dompablo, Aldo Rodríguez y Marcos Golergant |
| 2019         | Tenores y Sopranos                    | 20 y 21 febrero | Gran Teatro Nacional           | Junto a Juan Antonio de Dompablo, Aldo Rodríguez, Marcos Golergant, Caridad Herrera y Shantall Young                                                                      |
| 2019         | Tenores                               | 10 de agosto    | Teatro UPAO de Trujillo        | Junto a Juan Antonio de Dompablo, Aldo Rodríguez y Marcos Golergant |
| 2020         | A Chabuca en Vivo                     | 24 y 25 febrero | Gran Teatro Nacional           | Junto a Kevin Johansen,Pedro Guerra,Soledad Pastorutti,Juan Carlos Baglietto,Lito Vitale,Chabuco, Carmina Cannavino,Julie Freundt,Javier Lazo,Larissa Sanchez y Leo Amaya |
| 2022         | Tenores: Homenaje a Armando Manzanero | 03 y 04 mayo    | Gran Teatro Nacional           | Junto a Aldo Rodríguez, Marcos Golergant y Juan Antonio de Dompablo con la participación especial de Larissa Sánchez                                                      |

## Premios y nominaciones

### Festival Internacional de la Canción de Viña del Mar
| Año  | Trabajo nominado          | Categoría        | Resultado | Premio           |
| ---- | ------------------------- | ---------------- | --------- | ---------------- |
| 2005 | El mismo                  | Mejor intérprete | Ganador   | Gaviota de Plata |
| 2005 | «Mi alma entre tus manos» | Mejor canción    | Ganador   | Gaviota de Plata |
| 2009 | «Mi alma entre tus manos» | Mejor canción    | Finalista | –                |

### Premios Grammy Latinos
| Año  | Trabajo nominado                                                           | Categoría              | Resultado |
| ---- | -------------------------------------------------------------------------- | ---------------------- | --------- |
| 2006 | «Un día no vuelve a empezar»                                               | Mejor Canción de Rock  | Nominado  |
| 2011 | Música tradicional Peruana,homenaje a Arturo ¨Zambo¨ Cavero y Oscar Avilés | Mejor Álbum Folclórico | Nominado  |

### Premios APDAYC
| Año  | Trabajo nominado                                                           | Categoría                               | Resultado |
| ---- | -------------------------------------------------------------------------- | --------------------------------------- | --------- |
| 2010 | Música tradicional Peruana,homenaje a Arturo ¨Zambo¨ Cavero y Oscar Avilés | Mejor Producción fonográfica calificada | Nominado  |

### Otros reconocimientos
- 2005 Condecoración del Congreso de la República del Perú por su destacada trayectoria artística y por dejar en alto el nombre del Perú en el extranjero.[15][60]

- 2005 Premio al mérito nacional "El orgullo IncaKola".

- 2014 Mérito de la Excelencia del XIX Tumi USA Award 2014, reconocimiento a los logros de su trayectoria profesional, servicio voluntario a la comunidad, y su invalorable contribución al desarrollo y bienestar de América, manteniendo la permanente solidaridad, con sus raíces culturales ancestrales. La ceremonia se realizó el sábado 27 de septiembre de ese año en la ciudad de Miami.[33]

- 2017 Reconocimiento por dejar en alto el nombre del Perú, del 8 al 10 de julio en el White Nights – International Music Festival en Saint Petersburg, Rusia; donde nos representó con la canción “Un día no vuelve a empezar”, compartió escenario junto a artistas de todo el mundo, cerrando la ceremonia con el grupo Scorpions.[35][36]

- 2018 Invitado de honor en la 11va Edizione Premio Andrea Parodi World Music, celebrado del 8 al 10 de noviembre en la ciudad Cagliari ubicada en la isla de Cerdeña, Italia; donde ofreció un concierto junto con el guitarrista Francisco Rey Soto. El evento se realizó con el patrocinio del Consulado General del Perú en Roma, el cual destaca la actuación del artista en tierra italiana.[61][62]

- 2019 XIII Premio Internazionale Elia Rosa celebrado el 31 de mayo en la Ciudad de Nápoles, Italia. Reconocimiento como cantautor y prestigioso testimonio de la música peruana en el mundo.[63]